# Hàng không năm 1972
Đây là danh sách các sự kiện hàng không nổi bật xảy ra trong năm 1972:

## Chuyến bay đầu tiên
Tháng 1
- 21 tháng 1 - Lockheed S-3A Viking 157992

Tháng 2
- 21 tháng 2 - AESL Airtrainer ZK-DGY

Tháng 5
- 10 tháng 5 - Fairchild YA-10 71-1369
- 27 tháng 5 - Partenavia P.70 Alpha I-GIOY
- 30 tháng 5 - Northrop YA-9 71-1367

Tháng 6
- 2 tháng 6 - Aérospatiale Dauphin F-WSQL

Tháng 7
- 6 tháng 7 - SAAB-MFI 17
- 27 tháng 7 - McDonnell Douglas YF-15A 71-280

Tháng 10
- 28 tháng 10 - Airbus A300 F-WUAB

Tháng 12
- 23 tháng 12 - Aero Boero AB-260

## Bắt đầu hoạt động
Tháng 4
- 26 tháng 4 - Lockheed L-1011 trong Eastern Air Lines

Tháng 10
- 8 tháng 10 - Grumman F-14A Tomcat trong phi đội VF-124 thuộc Hải quân Hoa Kỳ